# Сен-Совёр (Верхняя Гаронна)
Сен-Совёр (фр. Saint-Sauveur, окс. Sent Salvador) — коммуна во Франции, находится в регионе Юг — Пиренеи. Департамент — Верхняя Гаронна. Входит в состав кантона Фронтон. Округ коммуны — Тулуза.
Код INSEE коммуны — 31516.

## География
Коммуна расположена приблизительно в 580 км к югу от Парижа, в 17 км к северу от Тулузы.
По территории коммуны протекают реки Жиру и Эр (фр. L'Hers).

## Климат
Климат умеренно-океанический. Зима мягкая и снежная, весна характеризуется сильными дождями и грозами, лето сухое и жаркое, осень солнечная. Преобладают сильные юго-восточные и северо-западные ветры.

## Население
Население коммуны на 2010 год составляло 1746 человек.
| 1962 | 1968 | 1975 | 1982 | 1990 | 1999 | 2010 |
| ---- | ---- | ---- | ---- | ---- | ---- | ---- |
| 309  | 538  | 912  | 1093 | 1159 | 1309 | 1746 |

## Администрация
| Период | Период | Фамилия       | Партия                  | Примечания |
| ------ | ------ | ------------- | ----------------------- | ---------- |
| 1965   | 1983   | Альбер Анжели |                         |            |
| 1983   | 2004   | Пьер Плантад  |                         |            |
| 2005   | 2006   | Жан-Луи Шалье |                         |            |
| 2006   | 2020   | Филипп Пети   | Социалистическая партия |            |

## Экономика
В 2010 году среди 1087 человек трудоспособного возраста (15—64 лет) 872 были экономически активными, 215 — неактивными (показатель активности — 80,2 %, в 1999 году было 74,7 %). Из 872 активных жителей работали 803 человека (428 мужчин и 375 женщин), безработных было 69 (34 мужчины и 35 женщин). Среди 215 неактивных 79 человек были учениками или студентами, 85 — пенсионерами, 51 были неактивными по другим причинам.

## Достопримечательности
- Церковь Сен-Совёр (1127 год). Исторический памятник с 1979 года[4]

## Фотогалерея
- Церковь Сен-Совёр
- Церковь Сен-Совёр
- Мэрия
- Мэрия
- Метеорит, упавший в Сен-Совёре в июле 1914 года